# ハリー・ポッターと炎のゴブレット (サウンドトラック)
『ハリー・ポッターと炎のゴブレット オリジナルモーションピクチャー・サウンドトラック』（Harry Potter and the Goblet of Fire original motion picture soundtrack）は、2005年11月15日に発売された「ハリー・ポッターと炎のゴブレット」のサウンドトラック。今作では作曲者がハリーポッターシリーズの前3作の楽曲担当していたジョン・ウィリアムズから変わり、パトリック・ドイルへと引き継がれた。

## 概要
ウィリアムズはサウンドトラック作成の都合上、2005年の「スター・ウォーズ エピソード3/シスの復讐」、「SAYURI」、「ミュンヘン」、そしてスティーヴン・スピルバーグは「宇宙戦争」のリメイクを中止した。
音楽はロンドン交響楽団が演奏し、ジェームス・シェアマンが指揮した。
スコアには三つの新しい主題が含まれており、それぞれ三大魔法学校対抗試合(トライ・ウィザード・トーナメント)、ヴォルデモート卿、ハリー・ポッターのチョウ・チャンへのときめき、を表現している。また、おなじみの 「ヘドウィグのテーマ」の不穏なメロディが随所に繰り返して組み込まれている。
サウンドトラックは、12月3日に終了した週にBillboard 200のうち80位に入り、Top Soundtracks Chart（トップサウンドトラック）にて4位チャート入りを果たした。

## 収録曲
「ドゥ・ザ・ヒッポグリフ」、 「ディズ・イズ・ザ・ナイト」、 「マジック・ワークス」を除き、全曲はパトリック・ドイルによる作品である。
上記の3作はクリスマス・ダンスパーティー（Yule ball）の際に作品中で妖女シスターズ(The Weird Sisters)による演奏として使用されている。また、ダンスパーティーのテーマである「ポッター・ワルツ」はサミュエル・ウェスレーの交響曲第3番をもとにして作曲された。
| #         | タイトル                                                    | 作詞  | 作曲・編曲 | 時間 |
| --------- | ----------------------------------------------------------- | ----- | ---------- | ---- |
| 1.        | 「物語はつづく」(The Story Continues)                       |       |            | 1:31 |
| 2.        | 「フランクの死」(Frank Dies)                                |       |            | 2:12 |
| 3.        | 「クィディッチ・ワールド・カップ」(The Quidditch World Cup) |       |            | 1:52 |
| 4.        | 「ダーク・マーク」(The Dark Mark)                           |       |            | 3:27 |
| 5.        | 「外国人旅行者の到着」(Foreign Visitors Arrive)             |       |            | 1:30 |
| 6.        | 「炎のゴブレット」(The Goblet of Fire)                      |       |            | 3:23 |
| 7.        | 「リータ・スキーター」(Rita Skeeter)                        |       |            | 1:42 |
| 8.        | 「シリウスの炎」(Sirius Fire)                               |       |            | 2:00 |
| 9.        | 「ハリーとドラゴン」(Harry Sees Dragons)                    |       |            | 1:54 |
| 10.       | 「金の卵」(Golden Egg)                                      |       |            | 6:10 |
| 11.       | 「ネヴィルのワルツ」(Neville's Waltz)                       |       |            | 2:11 |
| 12.       | 「冬のハリー」(Harry in Winter)                             |       |            | 2:56 |
| 13.       | 「ポッター・ワルツ」(Potter Waltz)                          |       |            | 2:19 |
| 14.       | 「水の中のひみつ」(Underwater Secrets)                      |       |            | 2:28 |
| 15.       | 「ブラック・レイク」(The Black Lake)                        |       |            | 4:38 |
| 16.       | 「ホグワーツ・マーチ」(Hogwarts' March)                     |       |            | 2:47 |
| 17.       | 「迷路」(The Maze)                                          |       |            | 4:44 |
| 18.       | 「ヴォルデモート」(Voldemort)                               |       |            | 9:39 |
| 19.       | 「セドリックの死」(Death of Cedric)                         |       |            | 1:59 |
| 20.       | 「年の終わり」(Another Year Ends)                           |       |            | 2:21 |
| 21.       | 「ホグワーツ賛歌」(Hogwarts' Hymn)                          |       |            | 2:59 |
| 22.       | 「ドゥ・ザ・ヒッポグリフ」(Do the Hippogriff)               |       |            | 3:39 |
| 23.       | 「ディズ・イズ・ザ・ナイト」(This Is the Night)             |       |            | 3:24 |
| 24.       | 「マジック・ワークス」(Magic Works)                         |       |            | 4:02 |
| 合計時間: | 合計時間:                                                   | 75:58 |            |      |